# 제일란트 백국
제일란트 백국(네덜란드어: Graafschap Zeeland)은 저지대에 위치한 신성 로마 제국의 백국이다. 스헬더강과 뫼즈강 삼각주 지역에 위치했으며, 오늘날 네덜란드의 행정 구역 제일란트 주와 거의 일치한다. 제일란트 백국은 플랑드르의 일부인 제일란트 플랑드르에 속하지는 않으며; 정반대로 오늘날의 제일란트 주는 옛 제일란트 백국 지역인 소멜스데이크를 포함하지 않는다.

## 역사

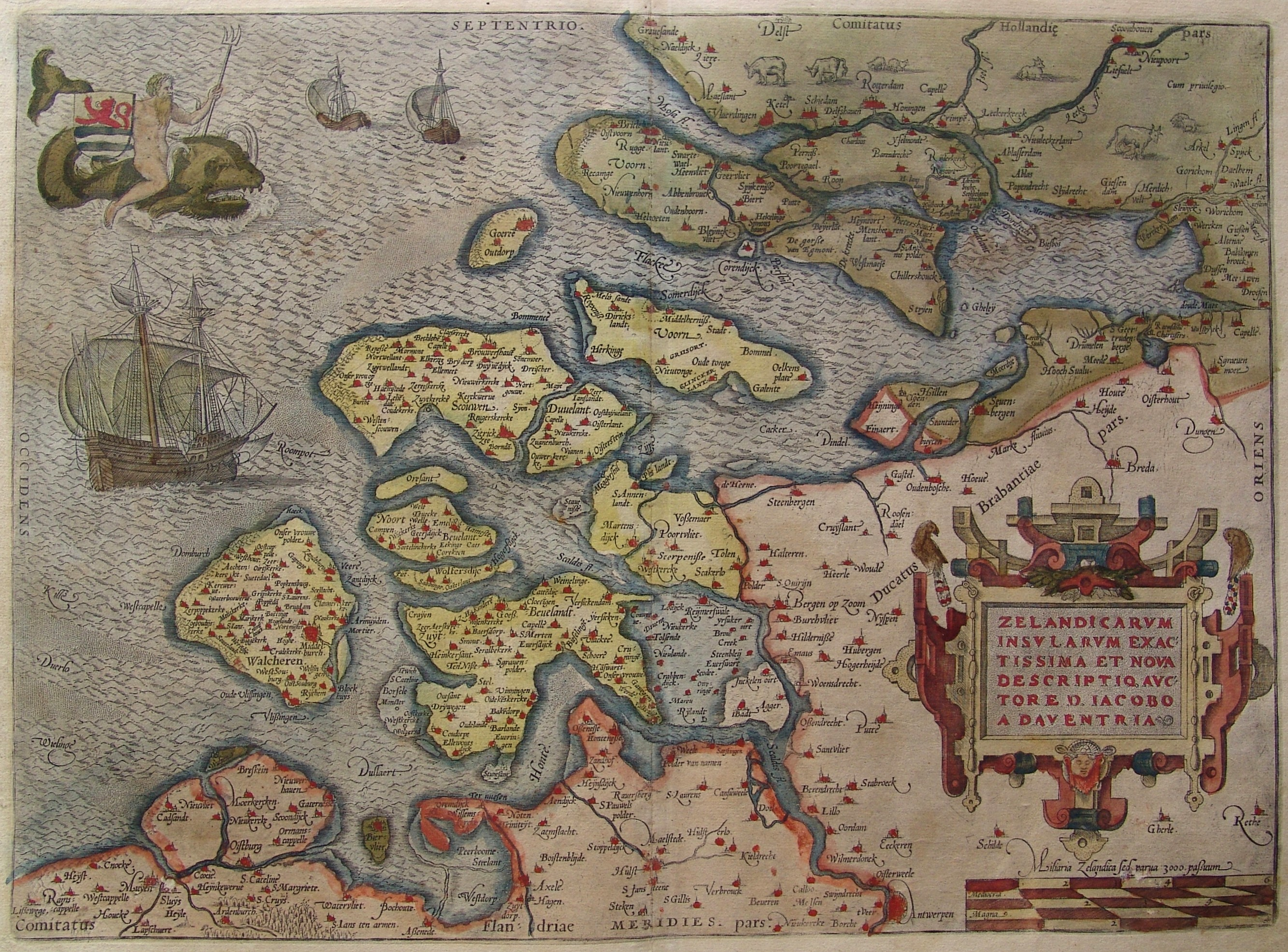
1580년 경 야코프 판 데벤터르가 제작한 제일란트 백국의 지도.

이 지역은 항상 홀란트 백국, 에노 백국, 플랑드르 백국 같은 주변 강국들의 먹이였다. 1012년 신성 로마 제국 황제 하인리히 2세는 프랑스계 백작 플랑드르의 보두생 4세에게 처음부터 홀란트 북부와 경쟁하던 제일란트를 줬고, 그는 이 두 백국을 동군 연합 형식으로 다스렸다. 1167년 플랑드르와 홀란트 사이에 전쟁이 발발하였고, 이에 대한 결과로 홀란트 백작 플로런스 3세는 제일란트에 대한 플랑드르 백작 필리프의 소유권을 인정해야만 했다. 홀란트 백작 플로런스 4세 (1222-1234)는 제일란트를 재정복하여, 홀란트 백작 플로런스 5세가 이를 계승했고, 1256년 홀란트 백작 빌럼 2세가 두 백국을 동군 연합으로 다스렸다.
1323년 플랑드르와 에노-홀란트 사이에 맺은 파리 조약으로, 플랑드르 백작들은 제일란트에 대한 소유권을 포기하고 홀란트 백작이 제일란트 백작임을 인정하였다. 그럼에도 제일란트는 독립된 행정 구역으로 남았다가, 이후 홀란트 백작의 행정 구역이 되었다. 1432년 부르고뉴 공작 선량공 필리프가 제일란트를 합병시켜 부르고뉴령 네덜란드의 일부가 되었다. 1482년 부귀공 마리 사망후, 상리스 조약에 따라 제일란트는 합스부르크 가문이 통치하는 네덜란드 17주의 일부가 되었고, 1512년 부르군트 관구에 가입하기도 했다.

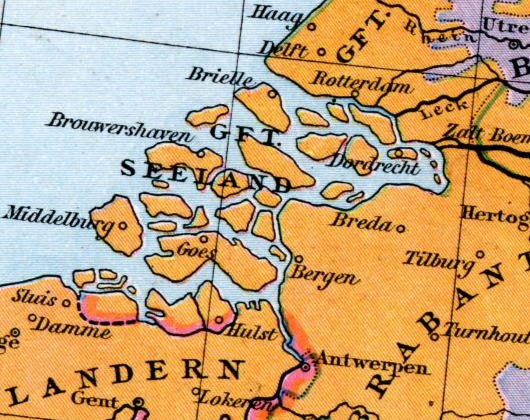
15세기 제일란트 백국

80년 전쟁 이후, 제일란트는 1581년에 건국된 네덜란드 공화국의 연방 주 중 하나였다. 북부 지역의 주들이 신성 로마 제국의 영향권과 메헬렌 대의회의 관할권에서 벗어난 후, 제일란트는 네덜란드 독립 이전이나 이후에서도 대법원, 홀란트-제일란트-베스트프리슬란트 최고 위원회 같은 홀란트-베스트프리슬란트 의회와 일부 정부 기관들을 공유했다.
1583년 네덜란드 의회 설립 후, 미델뷔르흐가 초창기 소집 장소였다. 1585년부터 회의 장소는 헤이그에서 열렸다. 독립된 국가로서 제일란트는(이론적으로는 반독립 형태), 1795년 바타비아 공화국이 세워질때까지 존재했으며, 그 후부터는 데파르망으로 전환되었다. 제이우스플란데런가 함께 오늘날의 제일란트 주를 형성하고 있다.

## 제일란트 백국의 도시
선거권을 지닌 주요 도시:
- 미델뷔르흐 (1217년)
- 지릭제이 (1248년)
- 레이메르스발 (1374년) - 1574년까지 제일란트 의회에서 투표권을 지녔었다
- 후스 (1405년)
- 톨런 (1366년)
- 플리싱언 (1315년) - 1574년까지 제일란트 의회에서 투표권을 지님
- 페이러 (1355년) - 1574년까지 제일란트 의회에서 투표권을 지님

소규모 마을 (제일란트 주에 위치해 있지는 않음):
- 아르네마위던 (1574년)
- 브라우에르스하번 (1477년)
- 돔뷔르흐 (1223년)
- 코르트헤너 (1431년)
- 신트마르텐스데이크 (1491년)
- 베스트카펠러 (1223년)

## 같이 보기
- 홀란트 백작